# Brachiaria lachnantha
Brachiaria lachnantha är en gräsart som först beskrevs av Ferdinand von Hochstetter, och fick sitt nu gällande namn av Otto Stapf. Brachiaria lachnantha ingår i släktet Brachiaria och familjen gräs. Inga underarter finns listade i Catalogue of Life.